# ソーシャルゲーム
ソーシャルゲーム（英語: Social-network game）は、主にSNS上で提供されるオンラインゲーム。省略して「ソシャゲ」と呼ぶこともある。

## 概要
専用のクライアントソフトウェアを必要とせず、ウェブブラウザとSNSアカウントのみで利用可能である。特徴としては短時間で気楽に遊べるものが中心であり、コミュニケーション機能やフリーミアム（基本無料・アイテム課金）を取っている場合が多い。スマートフォン（スマートデバイス）向けの「ネイティブアプリ」のゲームもソーシャルゲームと呼ばれているが、ウェブブラウザを利用した「ウェブアプリ」ではないため、これらは本来ソーシャルゲームには含まれない。ソーシャルゲームやスマートフォンアプリゲームに多い「ガチャ課金」のシステムを基本としているゲームを、英語ではGacha gameと言う。
ソーシャルゲームという概念は、日本国内においては元々はCGIゲームを主体にSNSでパソコン向けとして登場したが、GREE（グリー）やMobage（DeNA）が提供する携帯電話向けが主流となった。これら2社のソーシャルゲームは、パソコン向けのようなSNSで元々の友達と一緒にゲームをプレイするという性格のものではなく、ゲーム内で仲間を作ってプレイするというスタイルをとるなど、独自の進化を遂げた。

## 歴史
SNS上にウェブブラウザ上で動作するAPIなどの動作環境（アプリケーション・プラットフォーム）が提供され、これを基盤として制作されたアプリケーションソフトウェアを、ソーシャルアプリケーション（Social Application）と総称する。
2007年にFacebookがアプリケーションを開発するためのAPI「Facebook Platform」を公開したことを受けて、それを使ったゲームが多数輩出された。中でもジンガ（Zynga）による『FarmVille』は、8300万人というFacebookでは最大規模のユーザー数を抱え、2010年のSocial Networking Game of the Year（インタラクティブ芸術科学アカデミー Academy Of Interactive Arts & Sciences）にも輝いた。課金アイテムの市場も急成長し、こうしたソーシャルゲームによってFacebookがアメリカ最大のSNSへと発展、MySpaceなど他の競合サービスも追随するようになった。iPhone用にAurora Feintが開発したOpenFeint（グリーに買収され2012年閉鎖）や、AppleがiOS 4.1で搭載したGame Centerも誕生した。2013年7月、ジンガのユーザーは減少し、後発のキングに首位の座を明け渡した。

### 日本での発展
日本ではソーシャルゲームとSNSという概念が生まれる以前に、配布型CGIゲームによるユーザー参加型ゲームが草の根ネットワーク的に発展していた。2002年4月に配布が開始された配布型CGIゲームの『罪と罰++二律背反』は、他のゲームユーザーとのコミュニケーションを主体とした対戦ゲームで、パソコンと携帯電話の両方でプレイすることができ、設置者による改造も容易であったことから、多数のWEBサイトに設置され独自の進化を遂げておりソーシャルゲームの祖先といえる。
2007年にグリーが携帯電話向けのソーシャルゲーム『釣り★スタ』をヒットさせ、以降、日本のソーシャルゲームは携帯電話向けが主流となる。当初はゲームとしての楽しさより友人とのコミュニケーションを主体としたゲームが多かった。
2009年、DeNAが運営する携帯電話向けサービス、モバゲータウン（現、Mobage）が提供を開始した『怪盗ロワイヤル』が、他のゲームユーザーとの対戦という要素を取り入れてヒットし更なる発展の始まりとなる。なお、モバゲータウンは、ソーシャルゲームという言葉が生まれる以前の2006年から携帯電話向けのゲームの提供を行っている。
2009年8月にはミクシィがパソコン向けの「mixiアプリ」のサービスを開始、大手ゲーム会社が提供するゲームが投入され、Rekooが提供する『サンシャイン牧場』が参加者が200万人を越すなど、一躍定着するようになった。「mixiアプリ」は2009年10月に携帯電話向けの提供も開始している。後発2社はOpenSocialベースのオープンプラットフォームを採用し、自社以外のゲームを登録でき、開発会社も共通のプラットフォームが基盤になっていることから容易に移植しやすくなり、急成長する要因となった。これを受けてグリーもオープンプラットフォームの提供を開始した。『サンシャイン牧場』を立ち上げた小野裕史は後に「今はもうTVでいろんなスマホのゲームだとか、ソーシャルゲームだとかって言われていますけども、このサービスは日本で1番に火付け役になった原点ですね」と語っている。
ポータルサイトでもソーシャルゲームを取り入れる動きが始まり、2010年9月にはヤフーとDeNAが「Yahoo!モバゲー」の運営を開始。ソーシャルゲームの盛り上がりから、各ゲーム会社も注目するようになり、各社ソーシャルゲームの開発に参入するようになった。2010年の秋には、コナミデジタルエンタテインメントがグリー向けに提供を開始した『ドラゴンコレクション』がヒットする。コナミデジタルエンタテインメントは、『ドラゴンコレクション』に、『遊☆戯☆王』シリーズで培ったカードゲームのノウハウを生かし、カードを収集しながら対戦するシステムを導入した。このシステムは、他社のソーシャルゲームにも広まり、各社の人気コンテンツを活用したカードゲームも次々と投入されるようになる。余談だが『拡散性ミリオンアーサー』のプロデューサーの一人である安藤武博は「ここ10年のアーケードゲームや現在携帯電話を席巻中の“カードバトル系ゲーム”の始祖は、セガのアーケードゲームである『ダービーオーナーズクラブ』『WCCF』『甲虫王者ムシキング』『三国志大戦』で、これらがなければ市場の様相は変わっていたんじゃないか」と語っている。
フィーチャーフォンからスマートフォンへの移行が進む中で、2012年に登場した『パズル&ドラゴンズ』（ガンホー・オンライン・エンターテイメント）のように、SNSプラットフォームを通さずにApp StoreやGoogle Playを介して直接配信するようになったため、SNSプラットフォーム側は不利な競争を強いられた。ネイティブアプリへ移行する理由としては、ウェブブラウザはネイティブアプリに対し実現できる機能で劣る点もあるが、海外ではネイティブアプリが圧倒的に普及しており、日本の市場規模は世界の約10%しかないということが挙げられる。
App StoreかGoogle Playの上にグリーやDeNAを介していたことで売上げの半分以上をロイヤリティとして支払っていたため、SNSプラットフォームに頼らない仕組みとしてセガを始めとしたゲームメーカーが連携する動きもあった。LINEはゲームも提供しているが、ゲームの利用者数は、MMD研究所によるとLINEが38.1％で、Mobage（16.3％）やGREE（11.5％）、Ameba（14.6％）を引き離した。
Mobageの運営元であるDeNA取締役の小林賢治は、ソーシャルゲームの定義は曖昧であるとして、お手軽さ・時間制から「お手軽ゲーム」「インスタントゲーム」という表現の方が近いという。ソーシャルという言葉についても実際の様態ではなく、同じようなものでもコンテンツが出てきた時代によってソーシャルと呼ばれる場合と呼ばれない場合があり、時代の違いでしかないとしている。ソーシャルゲームは、人の1日に存在する隙間時間である7分×5回にうまくはまったことで広まったとしており、その背景には、LINEのスタンプといった「小ピース化」の流れが来ており、重たいエンターテインメントは避けられる傾向のためとしている。
| 昔                             | 小ピース化       |
| ------------------------------ | ---------------- |
| 映像（映画・テレビ）           | YouTube          |
| 音楽（CD）                     | iTunes           |
| 情報収集（書籍・雑誌）         | Twitter          |
| 通信（電話）                   | メール・スタンプ |
| ゲーム（コンシューマーゲーム） | ソーシャルゲーム |

ソーシャルゲームは空き時間から暇つぶしといわれているが、暇つぶしは時間概念ではなく、本来やりたい活動ができないという制約からくるフラストレーションといわれ、隙間時間すらないのが現代人であり、時間を多重的・同時並行に使っている。日本のソーシャルゲームの仕組み（データドリヴンなどのゲームデザイン）は、教育のゲーミフィケーション（ゲーム化）として世界で参考にされている。

## 社会問題
出会い系サイト化問題
出会い系サイトとして利用されるケースも増えている。
ガチャ課金による高額請求トラブル問題
ソーシャルゲームの市場が急成長してからは射幸心をあおる「コンプリートガチャ」（コンプガチャ）で小中学生の未成年が月に数十万円の高額課金のトラブルなどが社会問題として浮上し、消費者庁が規制に乗り出し、2012年5月にコンプガチャの全面的な廃止が決まった。国民生活センター調べでは2012年の3月21日時点で、相談が4845件にのぼり、そのうち未成年の相談が1077件でその中でも小中学生絡みの相談が680件だったという。
コンプガチャの騒動をきっかけに業界でもNHN Japan、グリー、サイバーエージェント、DeNA、ドワンゴ、ミクシィの6社の協議によって自主規制の取り組みも行われ、2012年11月には、業界団体として「ソーシャルゲーム協会（Japan Social Game Association：JASGA）」（2015年4月1日にCESAと合併）が設立された。
しかし、その後も「パッケージガチャ」など新たなガチャなどを生み出しており、「コンプガチャより悪質」とのユーザーの声がある。サービスの母体は企業であり、短期的な売上増とユーザーの射幸心を不必要に煽ることが直結しやすく、問題の発生源となる。顧客を自社のサービスゾーンに滞在させる等、長期的な視野に欠けたサービス提供や、カルチャーの創造、コンテンツ開発を目的としていない事などにより、比較的短命なサービス乱発と終了が予想される。また、リアルマネートレーディングを誘発する懸念もある。
また、もともとは同じ「ゲーム」でも、PlayStationやWii、Xboxなどのゲーム機などの売り切りゲームとは違い、射幸心を煽るビジネスソーシャルゲームはパチンコやギャンブルに近いものであり、今ある法律やガイドラインの変更で消費者の被害が収まらないならば、法律の改正やソーシャルゲーム新法も必要であり、警察や消費者行政が対応できる仕組みを作るべきであるとする主張もある。
ガチャ確率表示問題
2016年に『グランブルーファンタジー』のガチャにおいて、特定のキャラクターが異常に排出されにくいことから、ユーザーの間で、「ガチャの確率操作が行われているのではないか」という疑惑が噴出し、読売新聞夕刊までもが取り上げる事態となった。その後、運営はガチャの個別出現確率を表示すると発表した。運営は件の確率操作疑惑以外にも、過去にガチャなどで炎上騒動を複数回起こしていた。また新たな取り組みとして、ガチャに上限を設け、9万円分のガチャをすれば必ず好きなキャラをもらえるなどの改善策を発表した。
Appleもガチャ課金問題に取り組んでおり、開発者向けの「App Store審査ガイドライン」を更新し、有料ガチャの入手確率表示を義務付けた。
強盗殺人事件
2015年2月、群馬県前橋市で高齢者の女性が襲われた殺人事件で、同市に住む男T（当時26歳）が強盗殺人容疑などで再逮捕された。Tは2014年11月、自宅近くに住む高齢者女性宅に侵入し、その家に住む被害者の頭や首をバールで殴り、更に刃物で刺して殺害して、現金約5千円と菓子類を奪った。Tと被害者には面識はなかった。Tはスマートフォンでソーシャルゲームをしていて、月に4～5万円ほど課金をしており、消費者金融3社ほどからも百数十万円ほど借金をしていた。前橋地検はTを強盗殺人罪などで前橋地裁に起訴した。
Tは2020年9月に死刑判決が確定した。
ゲーム依存症問題
男性が友達に誘われた４人で協力して戦うスマホゲームにのめり込み、有料くじ「ガチャ」で200万円の借金を背負った。督促状を見た母親が200万を返済をしてくれたが、それでもやめられず会社の同僚にまで借金をし、最後には休職することになった。こうした事例が数多くあるため、世界保健機関がゲーム依存症を病気として認定をしている。